# Frederic W. H. Myers

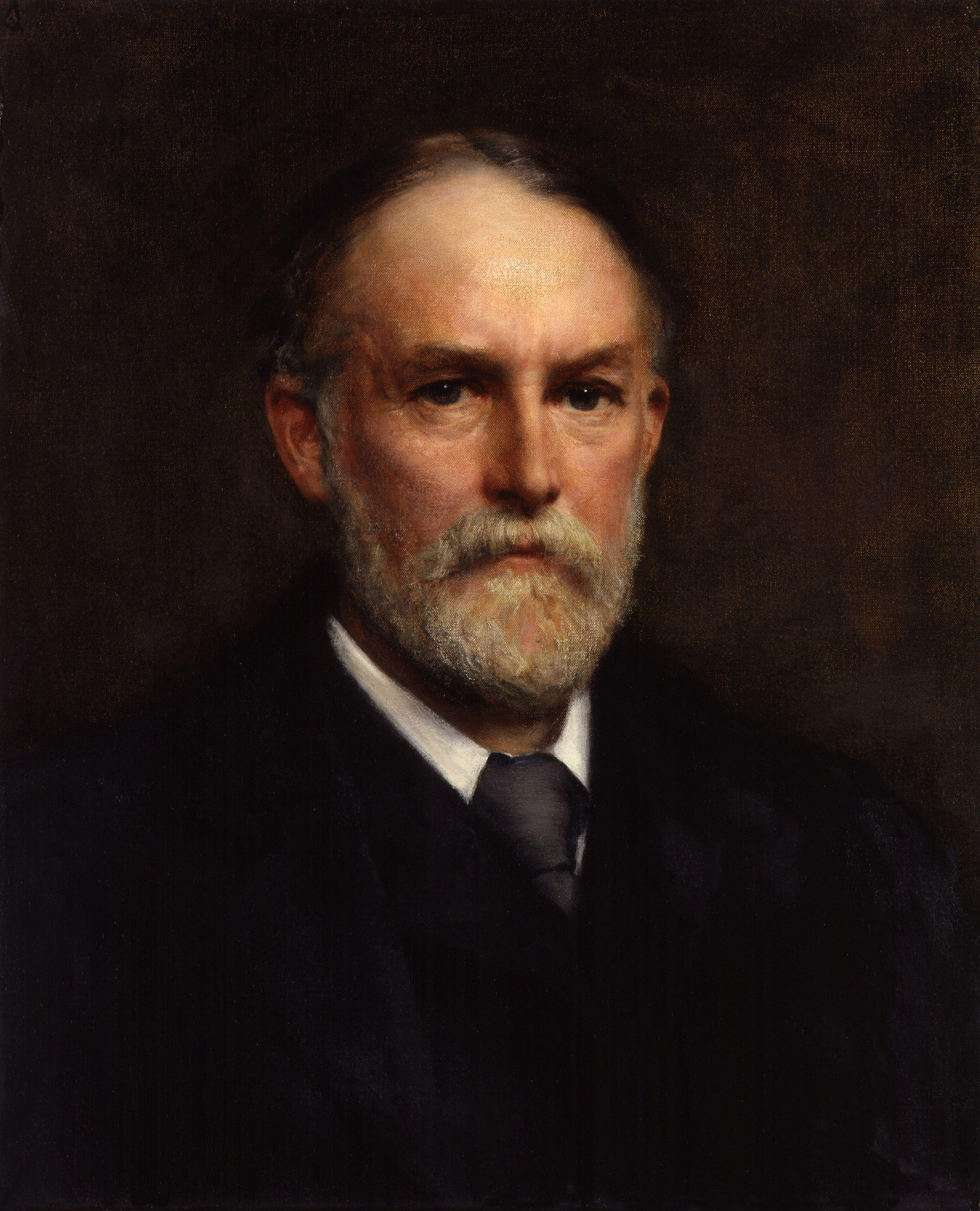
Frederic W. H. Myers

Frederic William Henry „Fred“ Myers (meist kurz Frederic W. H. Myers; * 6. Februar 1843 in Keswick, Cumberland, England; † 17. Januar 1901 in Rom) war ein englischer Dichter, Kritiker und Essayist.

## Leben
Frederic Myers war 1882 Mitbegründer der Society for Psychical Research zur Erforschung parapsychologischer Phänomene und im Jahre 1900 auch deren Präsident. Auf ihn geht der Begriff Telepathie zurück, den er als Bezeichnung für anscheinend unerklärliche Übertragungen von Gedanken einführte.
Am 3. Juni 1883 trat Myers der London Lodge der Theosophischen Gesellschaft bei, 1886 infolge des Hodgson Reports jedoch wieder aus.
Myers lehrte von 1865 bis 1872 klassische Sprachen an der Universität Cambridge. Sein bekanntestes Gedicht ist St. Paul (1867). Er war Spezialist für die Lyrik von William Wordsworth und von Vergil.
1880 heiratete Myers Eveleen Tennant (1856–1937), die als Porträtfotografin bekannt wurde. Aus der Ehe gingen drei Kinder hervor.

## Werke
- Wordsworth. 1881.
- Essays, classical and modern. 2 Bände. 1883.
- mit Edmund Gurney & Frank Podmore: Phantasms of the living. 1886.
  - Gespenster lebender Personen und andere telepathische Erscheinungen. Spohr, 1897 (gekürzt)
- Science and a future life. 1893.
- Human personality and its survival of bodily death. 1903 (Onlineausgabe im Internet Archive).
- Fragments of Inner Life: An Autobiographical Sketch. Society for Psychical Research, 1961